# Azuragrion buchholzi
Azuragrion buchholzi е вид водно конче от семейство Coenagrionidae. Видът е почти застрашен от изчезване.

## Разпространение
Разпространен е в Екваториална Гвинея (Биоко) и Камерун.